# Борек-Велькопольський (гміна)
Гміна Борек-Велькопольський (пол. Gmina Borek Wielkopolski) — місько-сільська гміна у північно-західній Польщі. Належить до Гостинського повіту Великопольського воєводства.
Станом на 31 грудня 2011 у гміні проживало 7644 особи.

## Територія
Згідно з даними за 2007 рік площа гміни становила 127,58 км², у тому числі:
- орні землі: 77.00 %
- ліси: 15.00 %

Таким чином, площа гміни становить 15.74 % площі повіту.

## Населення
Станом на 31 грудня 2011:
| Опис     | Загалом | Загалом | Чоловіки | Чоловіки | Жінки | Жінки |
| -------- | ------- | ------- | -------- | -------- | ----- | ----- |
| одиниця  | осіб    | %       | осіб     | %        | осіб  | %     |
| все      | 7644    | 100     | 3823     | 50.01    | 3821  | 49.99 |
| міське   | 2505    | 100     | 1248     | 49.82    | 1257  | 50.18 |
| сільське | 5139    | 100     | 2575     | 50.11    | 2564  | 49.89 |

## Сусідні гміни
Гміна Борек-Велькопольський межує з такими гмінами: Дольськ, Козьмін-Велькопольський, Пяски, Поґожеля, Ярачево.